# 德吕-帕里尼
德吕-帕里尼（法語：Druy-Parigny，法語發音：[dʁɥi paʁiɲi]）是法国涅夫勒省的一个市镇，位于该省南部，属于讷韦尔区。该市镇于1856年由原市镇德吕（Druy）和帕里尼叙萨尔多勒（Parigny-sur-Sardolles）合并而成。

## 地理
德吕-帕里尼（46°52'8"N, 3°21'59"E）面积25.12 平方千米，位于法国勃艮第-弗朗什-孔泰大區涅夫勒省，该省份为法国中部省份，北至约讷省，西北接卢瓦雷省，西接谢尔省，南至阿列省，东南接索恩-卢瓦尔省，东临科多尔省。
与德吕-帕里尼接壤的市镇（或旧市镇、城区）包括：博蒙-萨尔多勒、卢瓦尔河畔阿夫里勒、贝阿尔、卢瓦尔河畔弗勒里、卢瓦尔河畔圣旺、卢瓦尔河畔苏日、特鲁瓦韦夫尔。
德吕-帕里尼的时区为UTC+01:00、UTC+02:00（夏令时）。

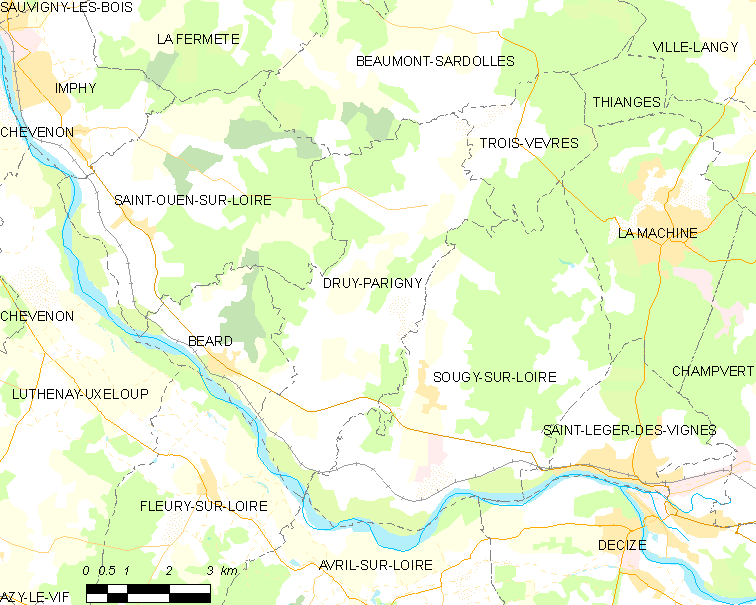
德吕-帕里尼的OSM定位图

## 行政
德吕-帕里尼的邮政编码为58160，INSEE市镇编码为58105。

## 政治
德吕-帕里尼所属的省级选区为安菲县。

## 人口

1962-2008年间德吕-帕里尼人口变化图示

德吕-帕里尼于2022年1月1日时的人口数量为303人。